# Callisia fragrans
Callisia fragrans ist eine Pflanzenart der Gattung Callisia in der Familie der Commelinagewächse (Commelinaceae). Das Artepitheton fragrans stammt aus dem Lateinischen und bedeutet ‚duftend‘.

## Beschreibung
Callisia fragrans ist eine robuste ausdauernde krautige Pflanze, die Wuchshöhen von bis zu 1,5 Meter erreicht. Blühende Triebe  sind bromelienartig, kräftig und mit fast rosettigen Laubblättern besetzt. Sie sind spärlich verzweigt. Aus den unteren Knoten entspringen lange, ziemlich schlanke, zweizeilig beblätterte Stolonen. Die Laubblätter blühender Triebe sind bis zu 30 Zentimeter lang und 7 Zentimeter breit. Sie sind leuchtend hellgrün, schmal elliptisch-lanzettlich, spitz, fast stängelumfassend und in der Regel kahl.
Der ausladende Blütenstand besteht aus endständigen Rispen mit gedrängten Zweigen. Die sitzenden, gepaarten Wickel werden von papierigen, bis zu 2 Zentimeter langen Brakteen getragen. Die fast sitzenden, kleinen Blüten sind wohlriechend. Ihre borstigen Kelchblätter sind 3,5 bis 5 Millimeter lang und 1,5 bis 2 Millimeter breit. Die ausgebreiteten, lanzettlichen bis eiförmigen, weißen Kronblätter besitzen keine flächige Spreite. Sie sind 5 bis 6 Millimeter lang und 2,5 bis 3,5 Millimeter breit. Die sechs lang herausragenden, weißen Staubblätter sind auffallender als die Kronblätter. Ihre Konnektive sind häutig. Die Narbe ist pinselförmig.
Die Chromosomenzahl beträgt 2n = 12.

## Systematik und Verbreitung
Callisia fragrans ist in Mexiko von Tamaulipas bis Yucatán verbreitet.
Die Erstbeschreibung als Spironema fragrans durch John Lindley wurde 1758 veröffentlicht. Robert Everard Woodson stellte die Art 1942 in die Gattung Callisia. Ein Synonym ist Rectanthera fragrans (Lindl.) O.Deg. (1932).
Ein Cultivar mit bleich gestreiften Laubblättern heißt ‘Melnickoff’.

## Nachweise